# Ermelo e Pardelhas
Ermelo e Pardelhas (oficialmente: União das Freguesias de Ermelo e Pardelhas) é uma freguesia portuguesa do município de Mondim de Basto, com 46,94 km² de área e 378 habitantes (censo de 2021). A sua densidade populacional é 8,1 hab./km².

## História
Foi criada aquando da reorganização administrativa de 2012/2013,  resultando da agregação das antigas freguesias de Ermelo e Pardelhas.

## Demografia
A população registada nos censos foi:
| Distribuição da População por Grupos Etários | Distribuição da População por Grupos Etários | Distribuição da População por Grupos Etários | Distribuição da População por Grupos Etários | Distribuição da População por Grupos Etários | Distribuição da População por Grupos Etários |
| -------------------------------------------- | -------------------------------------------- | -------------------------------------------- | -------------------------------------------- | -------------------------------------------- | -------------------------------------------- |
| Antes da agregação                           |                                              |                                              |                                              |                                              |                                              |
| Ano                                          | 0-14 anos                                    | 15-24 anos                                   | 25-64 anos                                   | >= 65 anos                                   | Total                                        |
| 2001                                         | 142                                          | 101                                          | 376                                          | 202                                          | 821                                          |
| 2011                                         | 57                                           | 53                                           | 257                                          | 193                                          | 560                                          |
| Após a agregação                             |                                              |                                              |                                              |                                              |                                              |
| Ano                                          | 0-14 anos                                    | 15-24 anos                                   | 25-64 anos                                   | >= 65 anos                                   | Total                                        |
| 2021                                         | 19                                           | 21                                           | 166                                          | 172                                          | 378                                          |